# Passo Cimabanche
Il passo Cimabanche (Sorabànces in ladino, Im Gemärk in tedesco) è un valico alpino delle Dolomiti in Provincia di Belluno vicino al Confine con la provincia autonoma di Bolzano, posto a 1.529 m s.l.m. tra il massiccio della Croda Rossa d'Ampezzo a nord e quello del Cristallo a sud. Lungo 15 km al 2,2% di pendenza sul versante ampezzano e 16 km al 2% su quello pusterese con un dislivello complessivo di 590 m., congiunge Cortina d'Ampezzo, celeberrima località turistica e stazione sciistica di fama internazionale, nella conca ampezzana, nella provincia veneta di Belluno, attraverso la val di Landro, con Dobbiaco, situata in val Pusteria nella provincia autonoma di Bolzano. Pochi metri a sud del passo si trovano tre piccoli laghetti: il lago Bianco, ormai asciutto, a est, il lago Nero e il lago di Rufiedo a ovest.

## Storia
Al passo si trovava un albergo costruito dalla guida alpina Giovanni Siorpaes alla fine dell'Ottocento, di cui le uniche tracce che rimangono sono alcune fotografie. L'albergo fu infatti raso al suolo da qualche cannonata nell'agosto del 1915..
Allo scoppio della Grande Guerra, il passo Cimabanche era in mano austro-ungarica, e rappresentava un'importantissima via di comunicazione tra il Tirolo e il Cadore. Esso garantiva un costante ricambio di soldati, che dalla Pusteria raggiungevano velocemente la valle d'Ampezzo, uno dei principali teatri di combattimento della zona. Ancora oggi, nell'area circostante il passo, è possibile imbattersi in trincee, grotte e camminamenti costruiti dai militari austriaci durante il conflitto.
Durante il Ventennio fascista, presso Cimabanche, fu costruito per volere di Benito Mussolini lo sbarramento Passo Cimabanche, facente parte del Vallo Alpino in Alto Adige, una grande opera difensiva comprendente 6 bunker, che avrebbe dovuto proteggere l'Alto Adige da un'eventuale invasione nazista dall'Austria.
Alcune di queste fortificazioni sono state riutilizzate nel dopoguerra, fino agli anni novanta.

### Polveriera
Presso il passo si trovava anche una grande ex-polveriera militare, ceduta da Cortina al Ministero della Guerra negli anni '30 del secolo scorso per realizzare un deposito d'armi. Essa fu utilizzata come caserma e polveriera fino agli anni 2000.
Il 16 giugno 2005 si operò per il recupero di ordigni bellici, alcuni di tipo chimico, probabilmente risalenti anche all'epoca del Vallo Alpino. Una delle prove dell'utilizzo di armi chimiche fu il riscontro di tracce nelle falde acquifere della zona come il fosgene, uno dei tanti gas utilizzati in abbondanza durante la prima guerra mondiale. Inizialmente si pensava che il compito della rimozione di tali prodotti venisse affidato all'esercito italiano, ma alla fine i lavori vennero assegnati ad una ditta civile, che munita di tute speciali NBC e sotto sorveglianza medica, murò tali armi all'interno di gallerie presenti dall'altra parte della vallata. Solo in un secondo momento si previde di spostare definitivamente tale materiale. Altra prova della presenza di tali armi era la collocazione di alcuni contenitori stagni per materiale chimico all'interno della polveriera. Attualmente la polveriera non è più adibita a tale utilizzo, ma è stata utilizzata, data la  grande estensione, ad area addestrativa per il personale di  scorta dei convogli, di scorta dei VIP e addetto al pattugliamento.
Una parte dell'ex-polveriera era adibita all'addestramento per quanto riguarda le misure da adottare quando ci si trova in presenza di campi minati. A differenza di altre aree addestrative, il brillamento degli ordigni non veniva attuato. L'area addestrativa era stata affidata al 6º Reggimento alpini.
Il 26 maggio 2013 è apparso un articolo su Il Gazzettino che  annunciava la cessione di parte dell'area dall'Esercito alle "Regole d'Ampezzo".

## Il passo oggi
Oggigiorno Cimabanche continua ad avere una posizione strategica per chi dal Veneto vuole accedere alla Val Pusteria; è inoltre noto agli appassionati di sci nordico, in quanto lungo il passo si snoda la pista che congiunge Dobbiaco a Cortina, oltre ad ospitare un piccolo circuito di sci di fondo. La stessa pista di sci d'estate si trasforma nella ciclabile delle Dolomiti.
Oltre a ciò sono presenti alcune case cantoniere abbandonate, e un piccolo bar-ristorante aperto durante le stagioni turistiche.

## Sentieri dal passo
- Dal passo, dirigendosi a est, è possibile raggiungere attraverso la val Pra del Vecia, la Forcella Verde, e attraverso la via ferrata Renè De Pol, il rifugio Guido Lorenzi, attualmente chiuso.
- Verso ovest invece, il sentiero nº 8 porta attraverso la val de Gotres, a forcella Lerosa e Ra Stua. Su questo versante è possibile anche raggiungere a piedi per la suggestiva Val dei Canopi l'altopiano di Pratopiazza, dove sorgono un Hotel, due rifugi e due malghe con servizio di ristoro.

## Infrastrutture e trasporti
La stazione di Cimabanche sorgeva lungo la ferrovia delle Dolomiti, attiva in questa tratta fra il 1921 e il 1962, di cui costituiva la fermata a quota più elevata. Soppresso il servizio, il percorso è stato riadattato a pista ciclabile in estate e pista da sci di fondo in inverno.